# Cornell Gordon
(en) Statistiques sur pro-football-reference
Cornell Kermit Gordon, né le 6 janvier 1941 à Norfolk, est un joueur américain de football américain.

## Biographie

### Enfance
Gordon étudie à la Booker T. Washington High School de Norfolk. 

### Carrière

#### Université
De 1960 à 1963, il étudie à l'université agricole et technique d'État de Caroline du Nord et joue pour l'équipe de football américain des Aggies. Gordon joue aux postes de cornerback et de quarterback dans cette école.

#### Professionnel
Cornell Gordon est sélectionné au vingt-troisième tour de la draft de l'AFL de 1964 par les Jets de New York au 179e choix. Il est également choisi par les 49ers de San Francisco à la draft 1964 de la NFL, au seizième tour sur la 211e sélection. Du fait de la présence de joueurs bien installés chez les 49ers et de blessures chez les défenseurs des Jets, Gordon prend la direction de New York et est pris sous l'aile de Clyde Washington. Remplaçant lors de ses deux premières années professionnelles, il se blesse gravement contre les Bills de Buffalo après un choc avec Elbert Dubenion alors que Gordon venait d'intercepter une passe de Jack Kemp. Blessé aux ligaments, il déclare forfait pour le reste de la saison.
Gordon revient à la compétition en 1968 et participe à la bonne saison de New York culminant à la victoire au Super Bowl III. Il intercepte neuf passes durant son passage à New York et se fait échanger, en 1970, aux Broncos de Denver contre Gus Hollomon. La première année voit Gordon garder son poste de titulaire dans la défense avant de basculer sur un rôle de remplaçant et de prendre sa retraite après la saison 1972. 
Il apparaît, pendant quelques saisons, comme membre du staff technique des Spartans de Norfolk State, étant entraîneur des defensive backs et une aide pour les quarterbacks de l'équipe.